# Karl Emil Ståhlberg
Karl Emil Ståhlberg (30. listopadu 1862 – 27. června 1919) byl finský fotograf a inženýr. Založil a řídil své vlastní studio Atelier Apollo v Helsinkách a založil ateliéry i v dalších městech.

## Život a dílo
Dne 3. dubna 1904 otevřel jako první ve Finsku filmové divadlo s názvem Världen Runt – Maailman Ympäri. Také se stal prvním filmovým producentem, který se zpočátku specializoval na vytváření krátkých dokumentárních filmů. V roce 1907 začal psát scénář, který nakonec vedl k vytvoření prvního finského fiktivního filmu Salaviinanpolttajat. Ståhlberg byl také jeho produkčním a k režii snímku přemluvil svého přítele, malíře Louise Sparreho.
Jako fotograf pořídil celou řadu portrétních snímků v ateliéru, fotografií městských vedut a krajin. V mnoha směrech přispěl k rozvoji finské fotografie. Založil ateliéry v Helsinkách a dalších městech jako například Vaasa, Viipuri nebo Tampere.
Ståhlberg byl bratrancem prvního finského prezidenta Kaarlo Juho Ståhlberga.

## Galerie

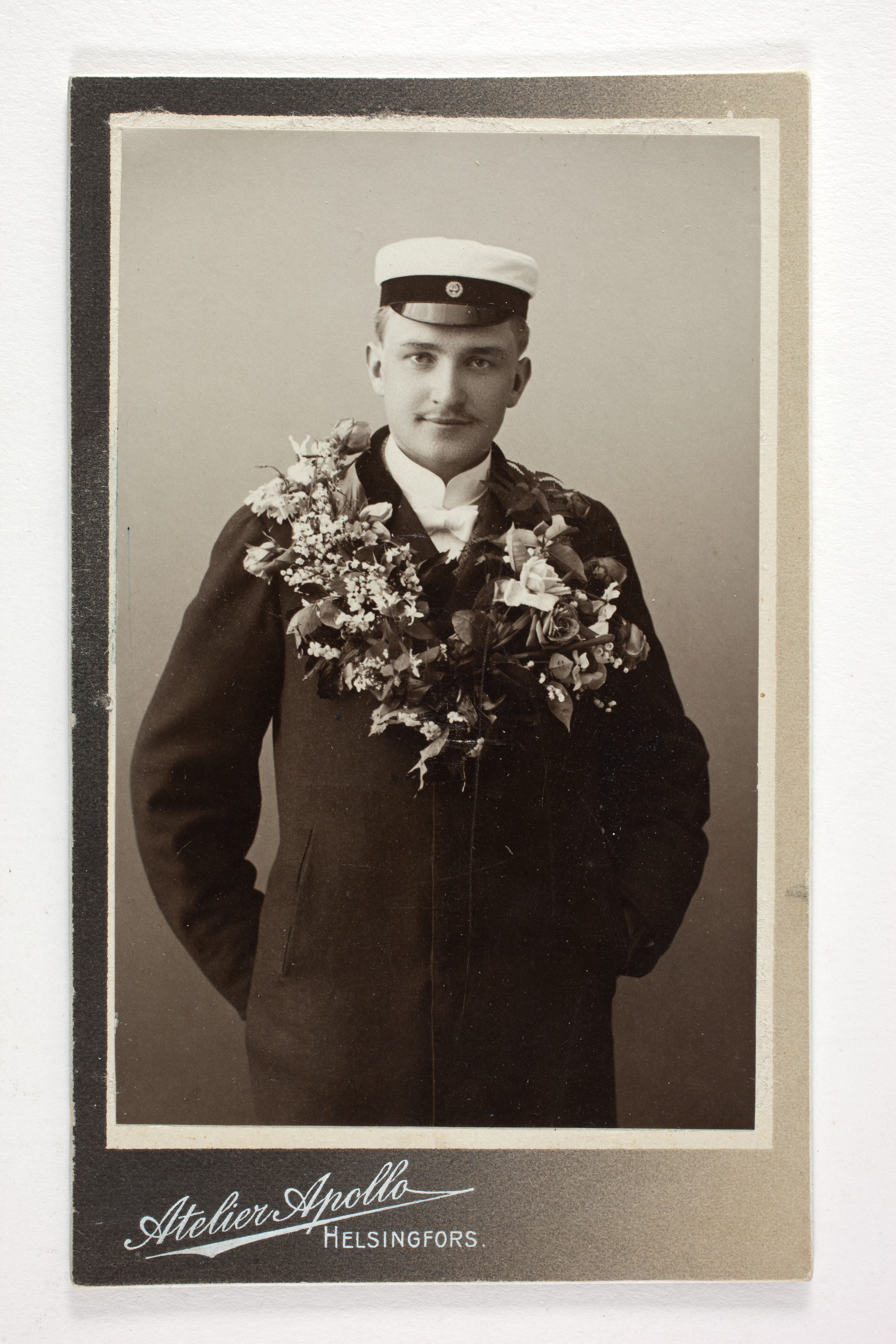
Arne Högstén, vizitka
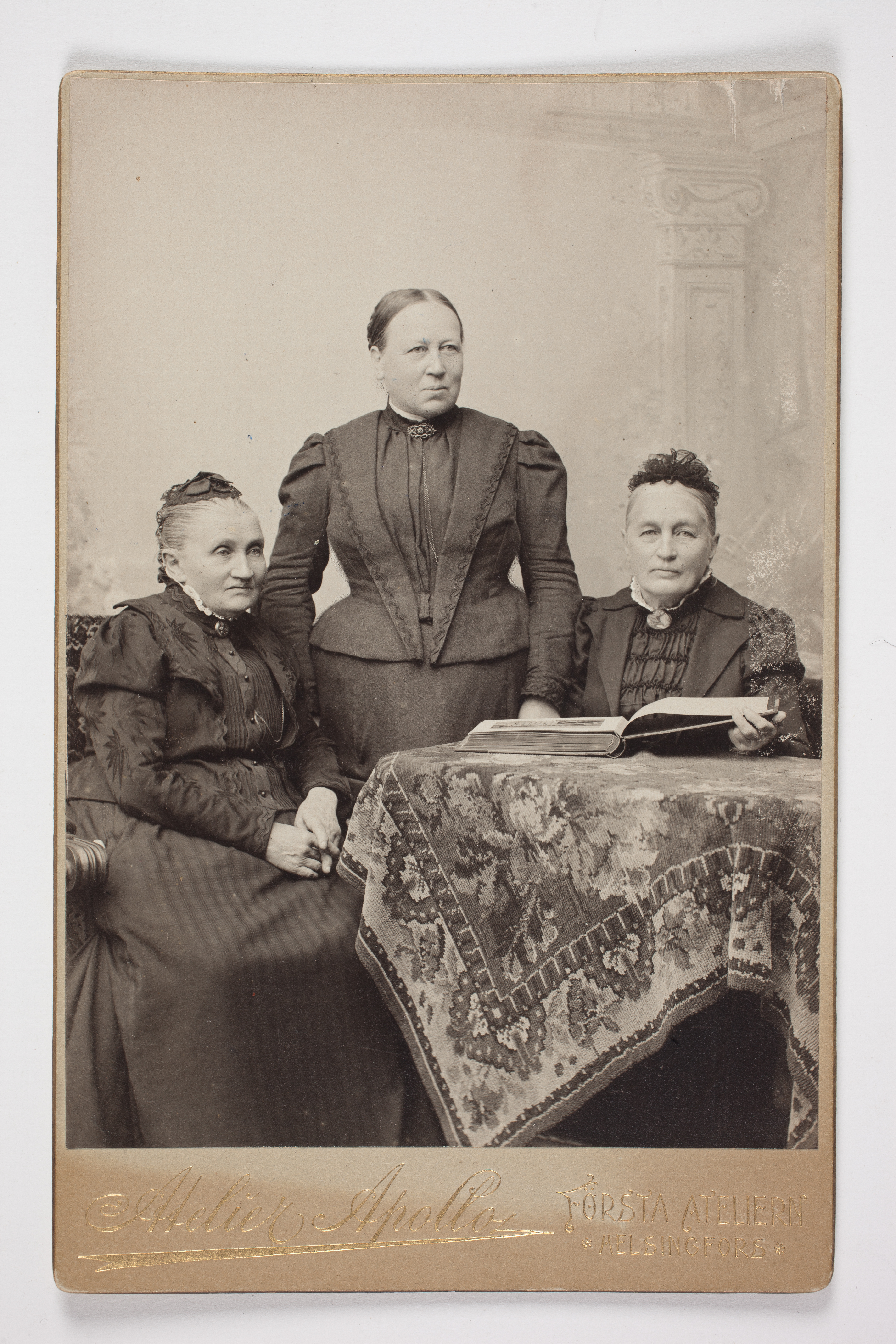
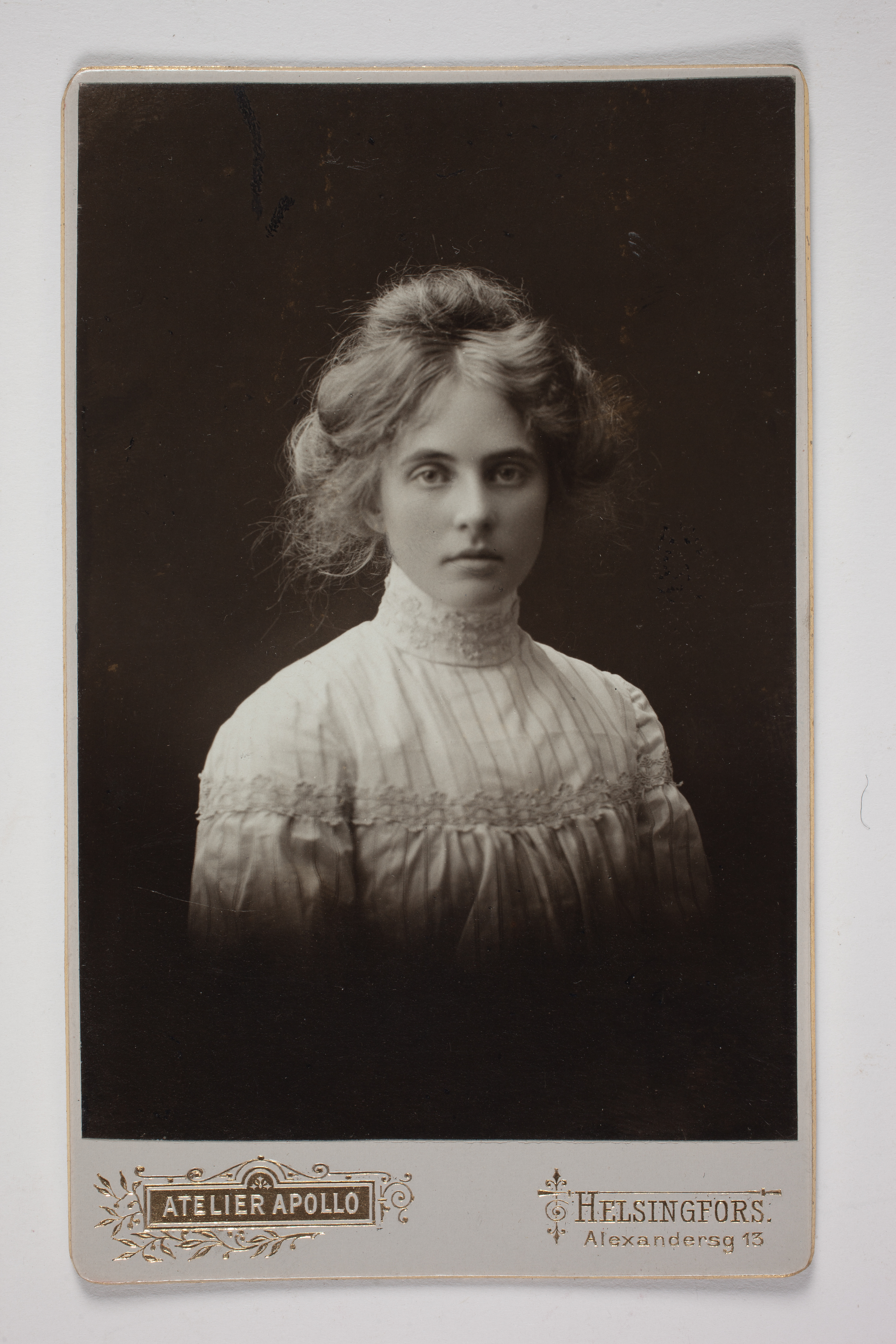
Ingrid Zilliacus
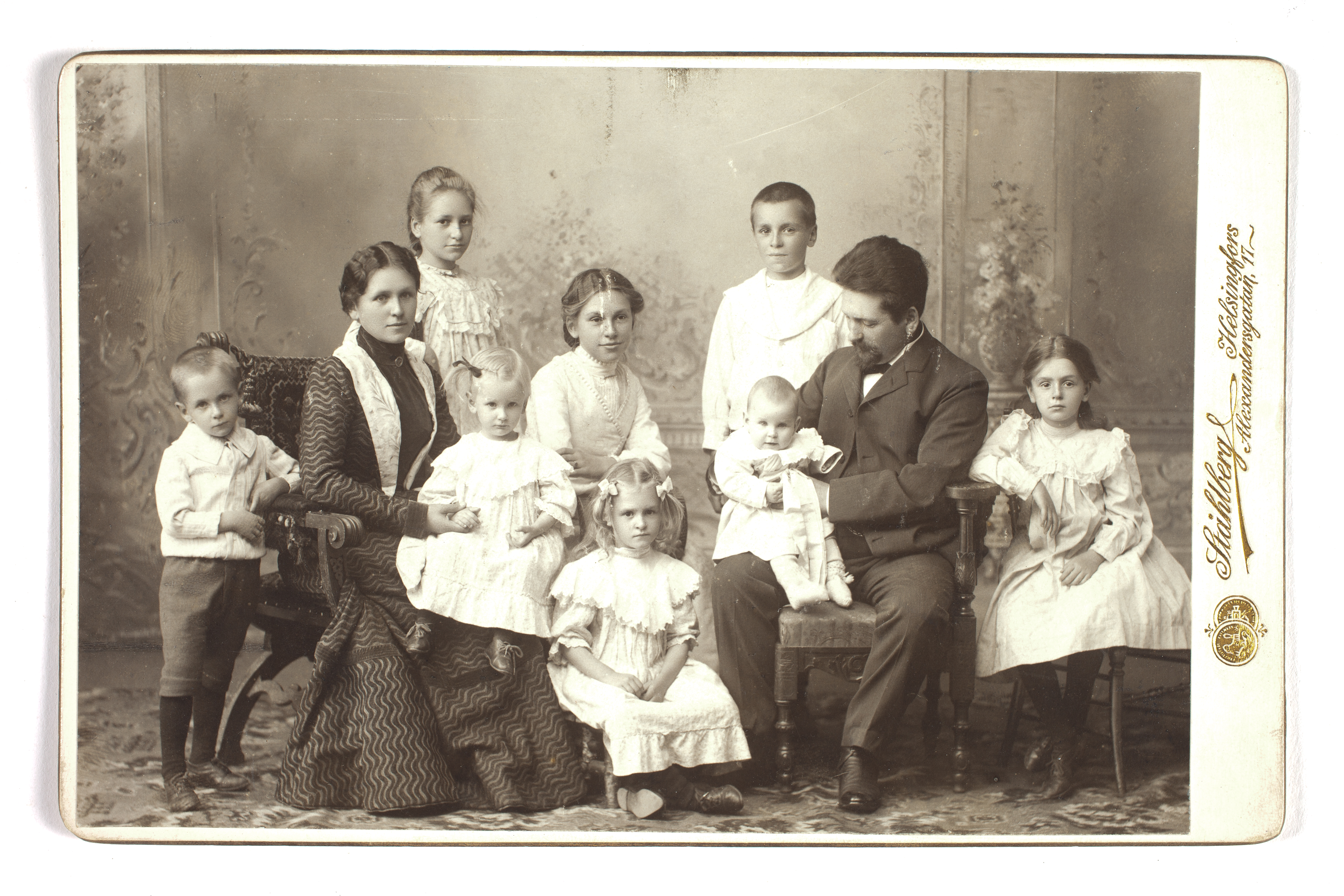
1904
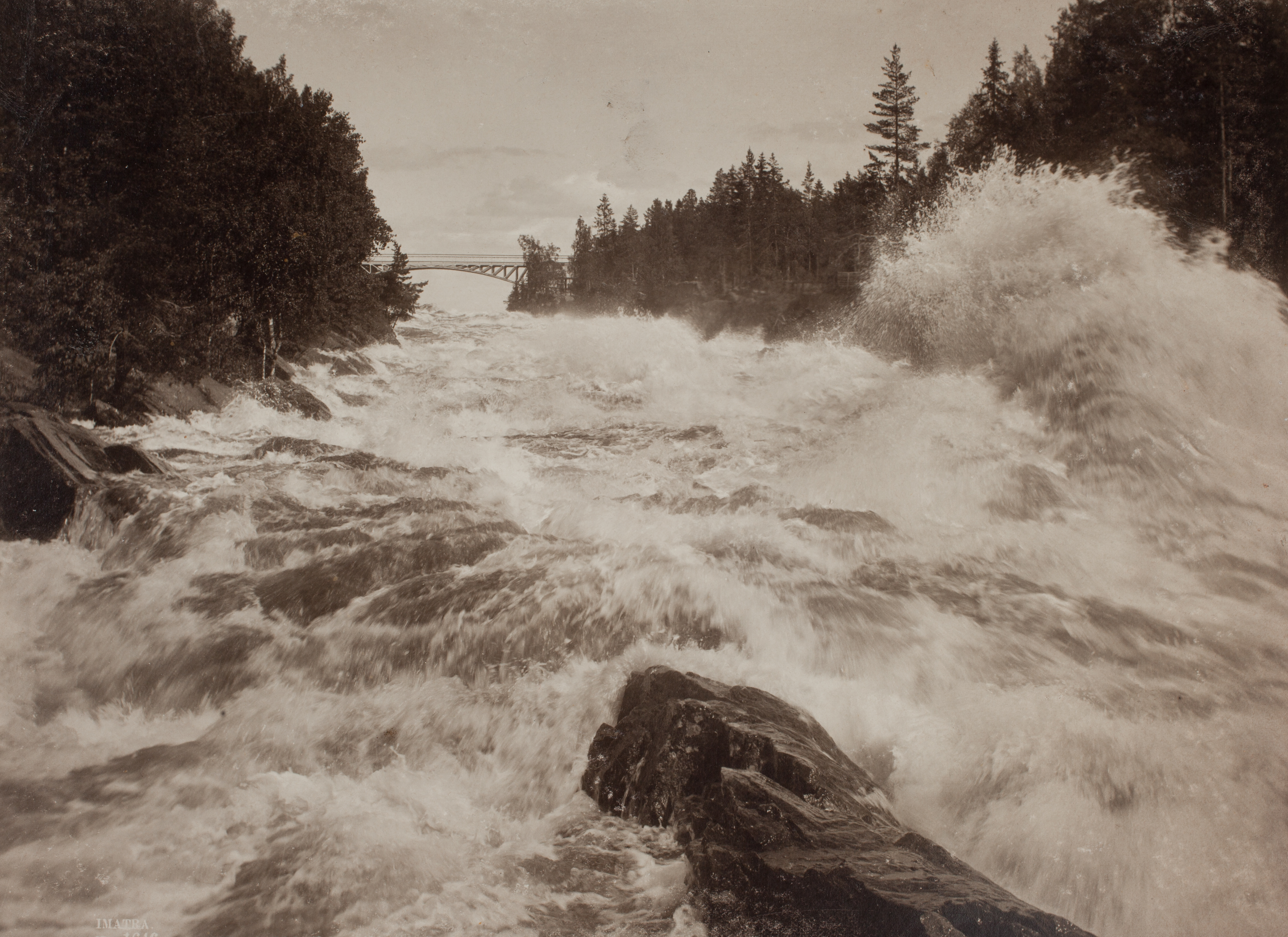
Imatra
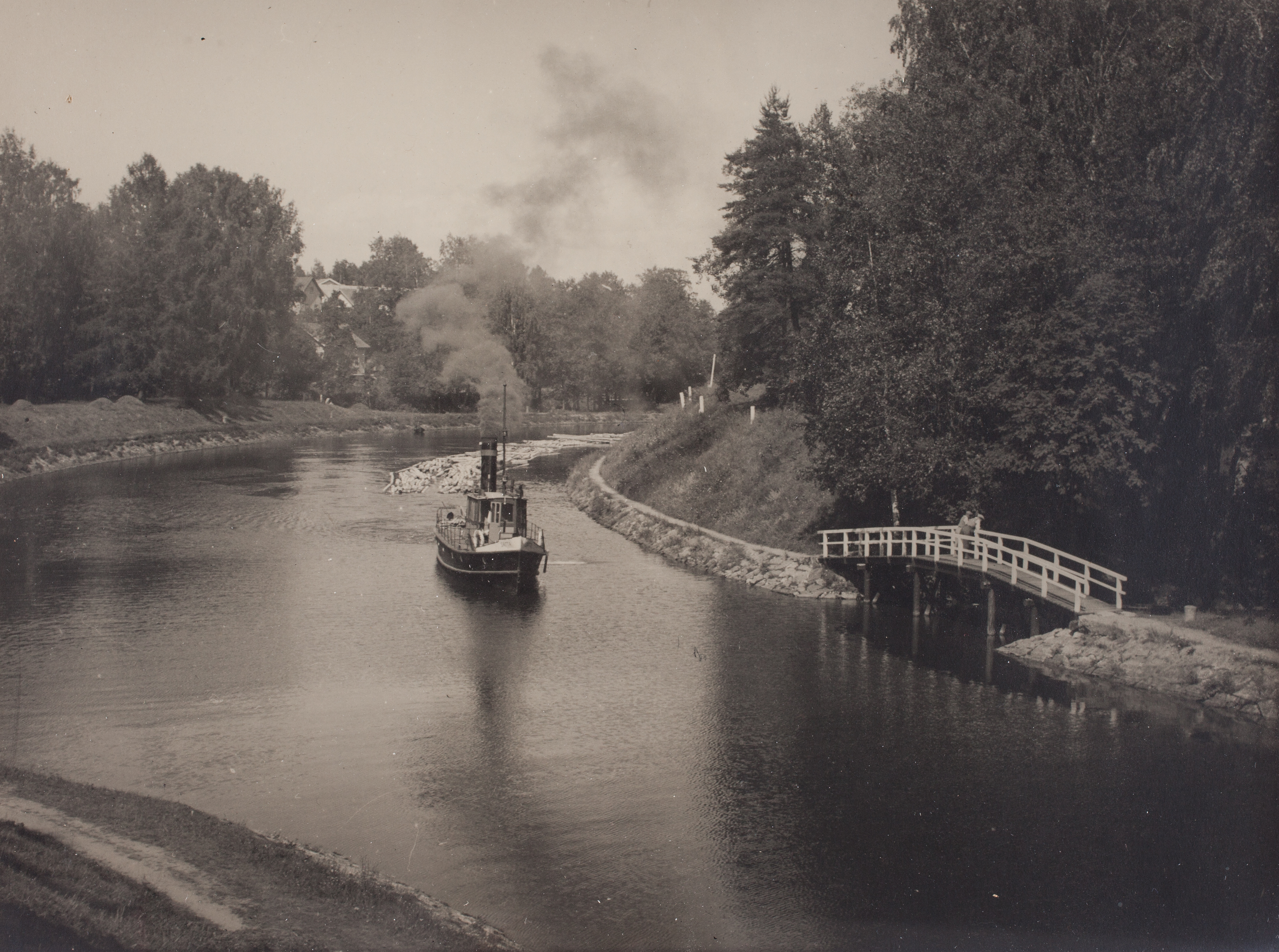
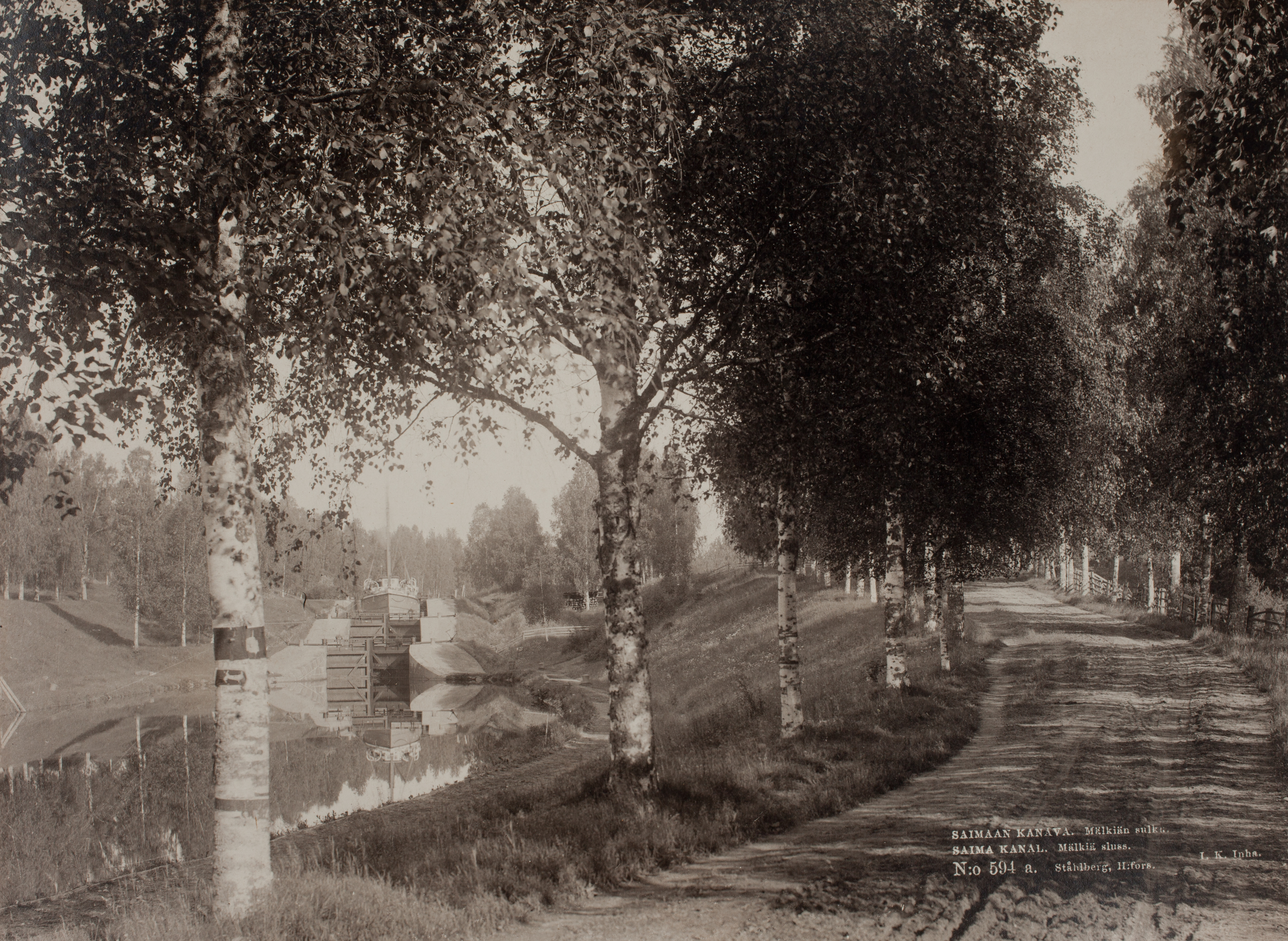
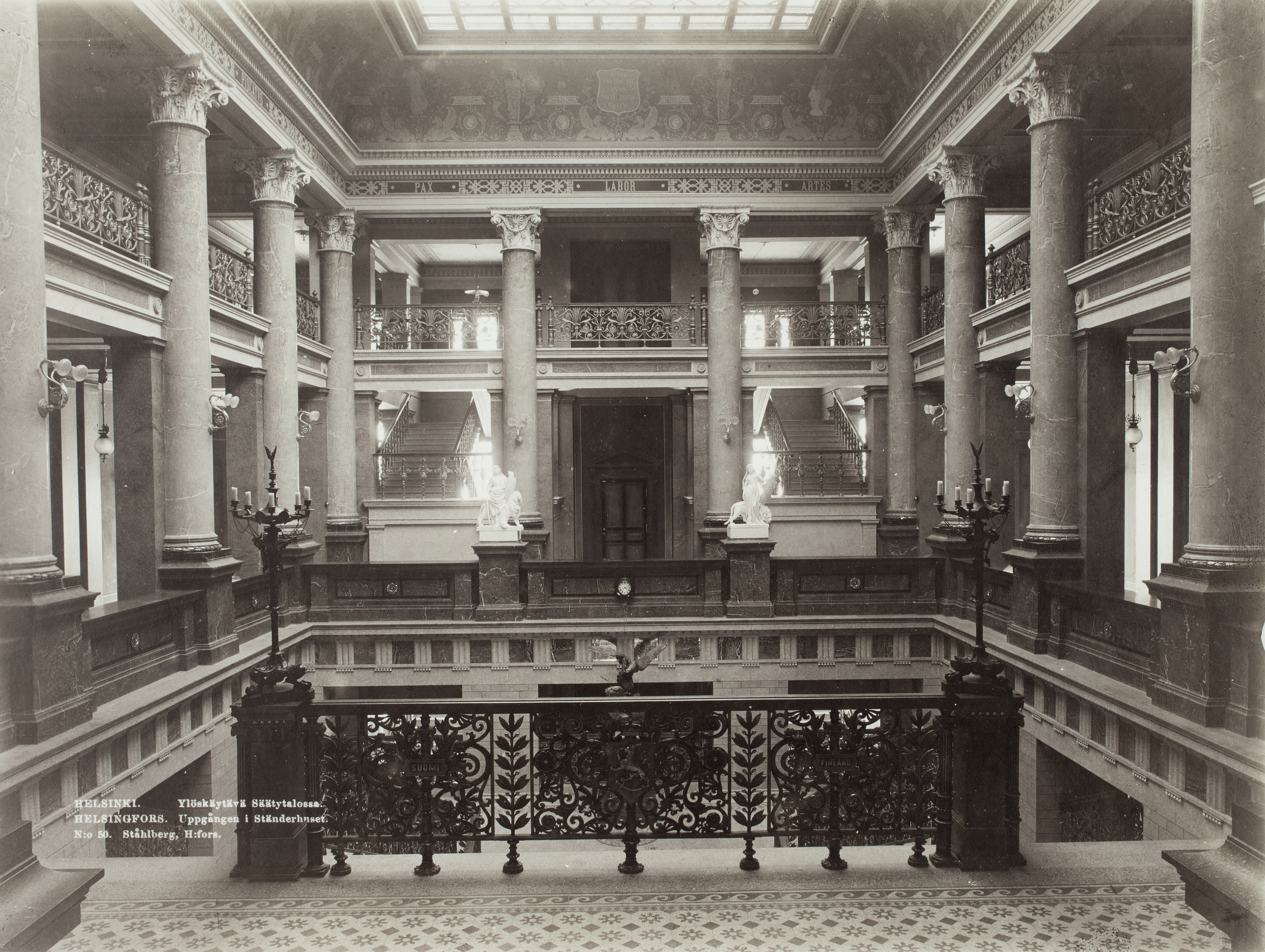